# Gabaza dorsalis
Gabaza dorsalis är en tvåvingeart som först beskrevs av James 1950.  Gabaza dorsalis ingår i släktet Gabaza och familjen vapenflugor.
Artens utbredningsområde är Vanuatu. Inga underarter finns listade i Catalogue of Life.